# Mosquée Istiqlal
La mosquée Istiqlal (Istiqlal en arabe dont dérive le terme Istiklal en turc, signifie « indépendance ») à Jakarta, capitale de la république d'Indonésie, est la plus grande mosquée d'Asie du Sud-Est. Plus de 110 000 personnes peuvent s'y rassembler. Commencée en 1964 à l'époque du président Soekarno, sur les plans de l'architecte indonésien Frederich Silaban (1912–1984), sa construction s'est achevée en 1984. 
Le bâtiment principal, rectangulaire, est surmonté d'un dôme hémisphérique de 45 mètres de diamètre. Ce dôme est lui-même supporté par douze colonnes de section circulaire.
La mosquée, situé à l'angle nord-est de la très grande place Merdeka, fut construite à l'emplacement de l'ancien fort Prins Frederik construit par les néerlandais.